# Nordjysk Musikkonservatorium
Nordjysk Musikkonservatorium ligger på Ryesgade i Aalborg, och grundades år 1930.
Nordjysk Musikkonservatorium har enligt lagen för konstnärliga högskolor i uppgift att - tillsammans med de övriga danska musikkonservatorierna - bedriva högre utbildning i musik och musikpedagogik och i övrigt bidra till att främja musikkulturen i Danmark. Konservatoriet skall vidare bedriva konstnärligt och pedagogiskt forsknings- och utvecklingsarbete inom fackområdena.
Sedan 1930 har Nordjysk Musikkonservatorium utbildat musiker och musiklärare. Konservatoriet erbjuder magister- och kandidatutbildningar inom jazz och afroamerikansk musiktradition och klassisk musik, baserade på ett eller flera huvudämnen och en rad biämnen. Man erbjuder också fort- och vidareutbildning på olika nivåer.